# پناهگاه حیات وحش سونگایایی

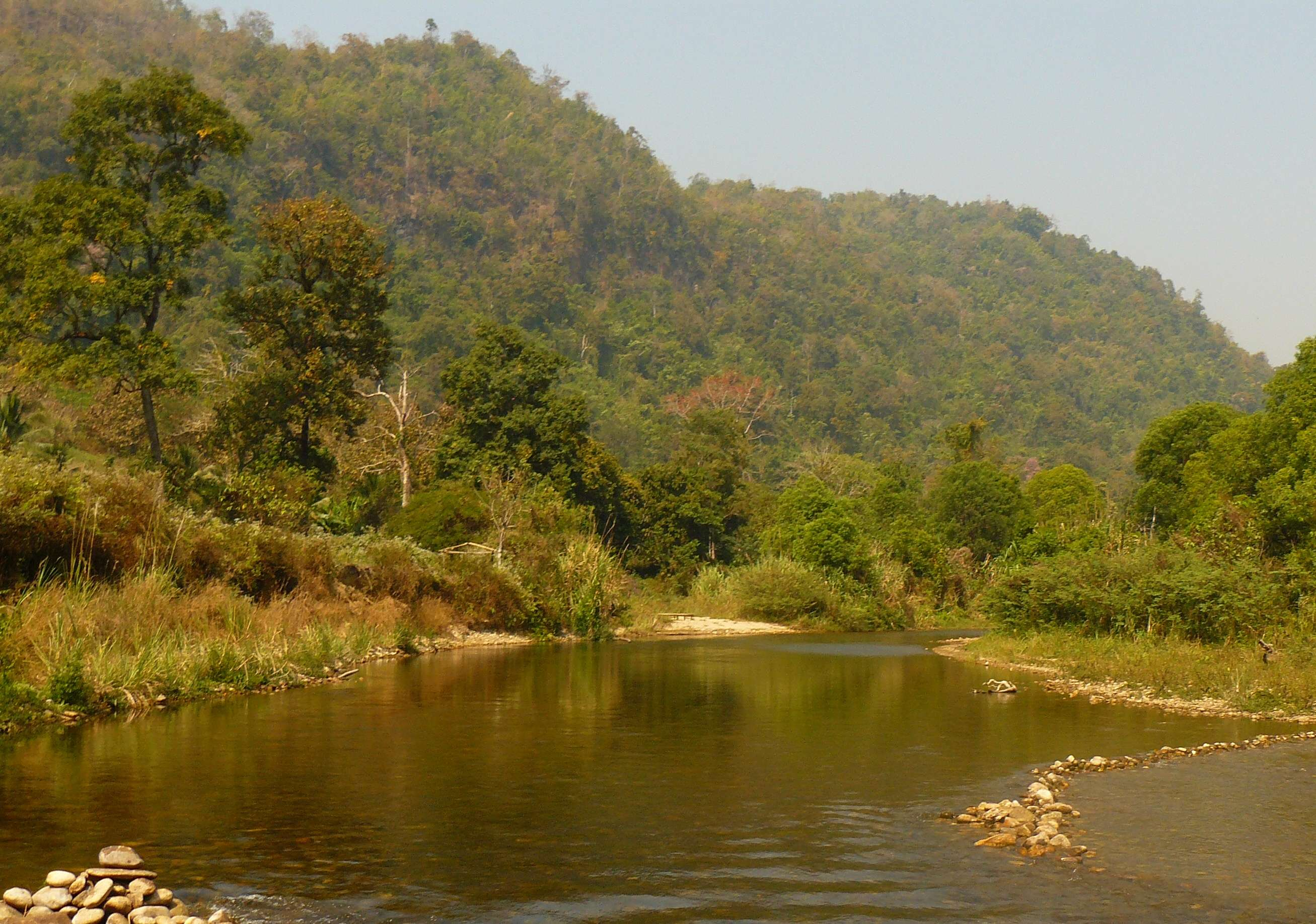
پناهگاه حیات وحش سونگایایی

پناهگاه حیات وحش سونگایایی نارسوآن (به انگلیسی: Thungyai Naresuan Wildlife Sanctuary) یکی از مناطق تحت نظر سازمان جنگل‌بانی تایلند است. این منطقه با وسعت ۳،۶۹۰ کیلومتر مربع در شمال استان کانتچانابوری و جنوب استان تاک واقع شده‌است. پارک ملی سونگایایی محل زندگی چندین گونه در معرض خطر از جمله پلنگ سیاه است.
پناهگاه حیات وحش سونگایایی در سال ۱۹۹۱ میلادی در فهرست آثار حفاظت‌شده طبیعی میراث جهانی یونسکو قرار گرفت.